# The Clare at Water Tower
The Clare at Water Tower is een wolkenkrabber in Chicago, Verenigde Staten. Het gebouw staat op 55 East Pearson Street. De bouw van de toren begon in 2006 en werd in 2009 voltooid.

## Ontwerp
The Clare at Water Tower is 179,48 meter hoog en heeft een totale oppervlakte van 69.677 vierkante meter. Hiervan is 51.561 bruikbaar. Het gebouw telt 53 bovengrondse en 1 ondergrondse verdieping.
De eerste drie verdiepingen worden gebruikt als ruimte voor de Loyola University Chicago. Daarnaast bevat het gebouw 248 twee-, drie- en vierkamer appartementen. Ook een parkeergarage, een fitnesscentrum, een kuuroord en drie kapellen zijn in het gebouw te vinden. Het gebouw bevat 8 liften en 175 parkeerplaatsen.